# Adèle Garnier

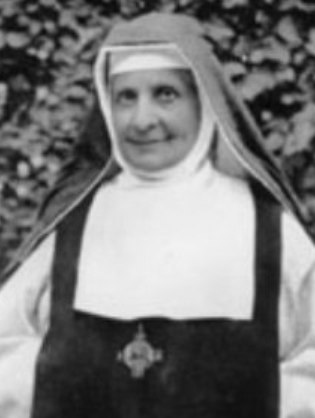
Adèle Garnier

Adèle Garnier (* 15. August 1838 in Grancey-le-Château-Neuvelle; † 17. Juni 1924 in London) war eine französische Benediktinerin, Ordensgründerin, Klostergründerin und Mystikerin.

## Leben und Werk

### Kindheit und Jugend
Adèle war das vierte von fünf überlebenden Kindern eines religiös uninteressierten Architekten. Die älteren Geschwister waren allesamt Mädchen. Im Alter von sechs Jahren verlor sie ihre fromme Mutter. Von 1841 bis 1850 wuchs sie in Is-sur-Tille auf, dann in Dijon. Sie ging in ausgesucht gute Schulen und hatte zu Hause einen Hauslehrer. Sie war mehrere Jahre verlobt, brach aber dann das Verhältnis wegen der Religionsverachtung ihres Partners.

### Frommes Leben als Hauslehrerin
Ihrem Wunsch entsprechend nahm sie 1861 eine Stelle als Hauslehrerin in einer Familie in Nantes an und ließ sich von einem Jesuiten als Gewissensberater leiten. 1864 begann sie ein Noviziat bei der von Sophie Barat gegründeten Gesellschaft vom Heiligen Herzen Jesu (Sacré-Cœur) in Conflans-l'Archevêque (Charenton-le-Pont), musste es jedoch wegen unzureichender Gesundheit nach zwei Monaten abbrechen. Während weiterer Hauslehrertätigkeit in Poitiers (unterbrochen durch Genesungsaufenthalte in ihrer Familie in Dijon) begann sie, kurze mystische Erlebnisse zu haben, ohne jedoch davon zu sprechen.

### Mystische Bindung an das Herz Jesu
Ab 1868 lebte sie in Laval in einer Familie, die in ihrer Schlosskapelle das Allerheiligste verwahrte. Dort hatte Adèle 1869 ihre erste Erscheinung, in der Jesus, lichtumstrahlt, auf sein heiligstes Herz zeigte. 1872 hörte sie zum ersten Mal von der Planung der Basilika Sacré-Cœur de Montmartre und fühlte sich durch eine innere Stimme dorthin berufen. 1874 begriff sie bei der Lektüre der Biographie der heiligen Margareta Maria Alacoque ihre Berufung zur ewigen Anbetung in der künftigen Kirche Sacré-Coeur. Sie suchte im Dezember 1874 Erzbischof Guibert auf, fand aber wenig Gehör. Erst 1885 sollte es zur ewigen Anbetung kommen.

### Jahre der privaten Selbsthingabe an das Herz Jesu
Da es ab 1876 auf der Baustelle von Sacré-Coeur eine Behelfskapelle gab, mietete sie sich in einem nahen Frauenkloster ein und verweilte täglich in Anbetung in der Kapelle. Dort fühlte sie sich „von der Welt getrennt“. Eine erneute Erkrankung machte die Rückkehr nach Dijon notwendig. Nach Heilaufenthalten in Alise-Sainte-Reine und Lourdes, dann bei ihrer Schwester in Bruz in der Bretagne wurde sie 1881 an das Sterbebett ihres Vaters gerufen, wo sie dessen Bekehrung erreichte. Sie lebte bis 1896 in ihrer Familie in Dijon. Unter dem Einfluss eines neuen geistlichen Leiters intensivierte Adèle ihr spirituelles Innenleben, praktizierte gänzliche Hingabe an den Willen Gottes und nährte sich geistlich von Visionen, in denen ihr Jesus als mystischer Gemahl erschien.

### Gründung der Kongregation
1896 kam es durch Vermittlung von Adèles Schwester zur Begegnung mit der 35 Jahre jüngeren Alice Andrade (* 1873), der späteren Agnès du Sacré-Coeur, in der sie im Mutter-Tochter-Verhältnis eine Gleichgesinnte erkannte. Deren geistlicher Beistand, der Dominikaner François Balme (1827–1900), unterstützte das Vorhaben einer Kongregationsgründung. Zusammen mit einer Dritten, Alexida Bourgeois, spätere Marie de Saint Jean, und wenig später einer Vierten, begann das Gemeinschaftsleben am 21. Juni 1897 in Montmartre. Am 21. November nahm Adèle den Ordensnamen Marie de Saint-Pierre an (nach der Mystikerin Maria vom heiligen Petrus). Nachdem sie sechs Monate im Verborgenen gelebt hatten, gaben sie sich Erzbischof Richard zu erkennen und erhielten am 4. März 1898 die bischöfliche Gründungsurkunde. Sie eröffneten ein Noviziat und bereiteten Statuten vor. Der Wahlspruch der Kongregation lautete: Gloria Deo per Sacritissimum Cor Iesu (Zur Ehre Gottes durch das Heiligste Herz Jesu). Am 9. Juni 1899 legten Adèle und die ersten Mitschwestern die zeitliche Profess ab, während gleichzeitig Papst Leo XIII. dem heiligsten Herzen Jesu die gesamte Menschheit weihte.

### Vertreibung nach England. Neuanfang in Tyburn
Im Mai 1901 bezog die Kongregation ein Haus in der Rue de la Barre 40. Wenig später erließ die Dritte Republik das Gesetz über die Auflösung aller nicht genehmigten religiösen Gemeinschaften, das zu einer massiven Flucht der Klöster ins Ausland führte. Adèle legte im September 1901 in der Krypta von Sacré Coeur die feierliche Profess ab und führte dann ihre Schwestern mit Hilfe von Kardinal Herbert Vaughan ins Exil (offiziell in die Mission) nach London, zuerst nach Notting Hill, ab März 1903 an die Märtyrergedenkstätte Tyburn. Dass sie die englische Sprache beherrschte, war eine große Hilfe. Ab 1907 zählte die Gemeinschaft mehr Anglophone als Frankophone. Mit Unterstützung von Kardinal Bourne kam es 1914 zur Eingliederung der Kongregation in den Benediktinerorden (vom Vatikan 1930 offiziell gebilligt, offiziell vollzogen 1964).

### Tochtergründungen zu Lebzeiten
Durch Vermittlung ihres neuen geistlichen Beistands, des seligen Columba Marmion, kam es 1909 zu einer Tochtergründung in Koekelberg in Belgien, nahe der Nationalbasilika des Heiligen Herzens (1961 aufgelöst). 1916 wurde ein zweites Priorat in Royston bei Cambridge eröffnet und 1920 das Noviziat dorthin verlegt.

### Tod und Seligsprechungsprozess
Nachdem sie noch 1922 gegen ihren Willen wieder zur Generaloberin gewählt worden war, starb Adèle Garnier 1924 in Tyburn nach langjähriger Krankheit im Alter von 85 Jahren. Zum Requiem unter dem Vorsitz von Kardinal Bourne kamen am 21. Juni zahlreiche Priester. Ihr Leichnam wurde zuerst in Royston bestattet, ruht aber seit 1969 wieder in Tyburn. Ihr Seligsprechungsprozess ist im Bistum Langres seit 2016 offiziell eröffnet (nachdem 1992 der entsprechende Antrag gestellt worden war).

### Aufspaltung in zwei Kongregationen
Die französische Gemeinschaft von Louvigné-du-Désert (Département Ille-et-Vilaine), die seit 1939 bestand (vorher im belgischen Bierk in Rebecq) und die Gemeinschaft von Amiens aufgenommen hatte, sagte sich 1945 von der englischen Gemeinschaft los, was 1947 vom Vatikan abgesegnet wurde. Seither gibt es zwei Kongregationen, die Anbetungsschwestern vom Heiligsten Herzen Jesu von Montmartre (englisch: Adorers of the Sacred Heart of Jesus of Montmartre) mit Sitz in Tyburn und die Bénédictines du Sacré-Coeur de Montmartre BSCM.

### Entwicklung der Benediktinerinnen vom Heiligsten Herzen Jesu (Frankreich)
Die Schwestern von Louvigné-du-Désert wechselten 1962 nach Écouen und blieben dort bis 1972. 1961 kam es in Montmartre wieder zu einer Gründung, die 1977 aufgegeben, 1984 aber neu gegründet wurde („Prieuré Saint-Benoît“). Weitere Gründungen betrafen: Marienthal im Elsass (1970), Blaru (1972 „Béthanie“), Mont Roland bei Dole (1975, seither aufgegeben), Notre-Dame de Laghet bei Nizza (1978), Notre-Dame de Montligeon im Département Orne (1984), Paris (1992, „Notre-Dame-des-Victoires“), Ars-sur-Formans (1994), Sainte-Baume (1998, ab 2008 in Laus), Tours (2000, „Saint-Martin“).

### Entwicklung der Anbetungsschwestern vom Heiligsten Herzen Jesu (Tyburn)
Es kam zu Gründungen in Riverstone bei Sydney in Australien (1956), Piura in Peru („Sagrada Corazón“, 1981 nach Sechura übertragen), Largs in Schottland (1992), Cobh in Irland (1993), Bombay in Neuseeland (1996), Vilcabamba in Ecuador (2002, „Puerta del Cielo“), Guatapé in Kolumbien (2002, „Paráclito Divino“), Minna in Nigeria, Rom (2005, „Madonna dell’Eucaristia“), Rotorua in Neuseeland (2009, „Cor Jesu Fons Vitae“) und Saint-Loup-sur-Aujon (Département Haute-Marne) in Frankreich (2013). Das Noviziat wurde 1964 von Royston nach Wadhurst (East Sussex) übertragen, 1993 nach Cobh, heute in Tyburn.